# Veliki učitelj Onizuka
Veliki učitelj Onizuka (japanski グレート・ティーチャー・オニヅカ, Gurēto Tīchā Onizuka), poznat i pod skraćenicom GTO, je japanska manga i anime drama-komedija serija autora Tohrua Fujisawe. Radnja se odvija oko 22-godišnjeg mladića, Eikichija Onizuke, bivšeg buntovnika koji odluči promijeniti svoj životni put i postati učiteljem kako bi potaknuo učenike da nešto naprave od svojih života. Priča se dodiruje nekoliko tema o problemima mladeži, kao što su seks, droga i buntovnost. Manga je osvojila veliku nagradu Kodansha 1998.  te je nastavak Fujisawinih stripova "Shonan Junai Gumi" i "Bad Company", koje su pratile Onizukua prije nego što je postao učitelj. 2009. pojavio se i nastavak mange, "GTO - 14 Days". 
Zbog popularnosti priče, napravljeno je nekoliko prilgodbi stripa. Među njima su, izuzev anime serije, japanska TV drama i igrani istoimeni film iz 1999.

## Radnja
Eikichi Onizuka je 22-godišnji mladić, bivši član buntovne motociklističke bande koji odluči postati učitelj kada primijeti jednog uglednog učitelja koji ima velik utjecaj i naklonost djevojaka. Usprkos tome što jedva upadne u neko trećerazredno sveučilište za profesore, uspijeva položiti ispite i steći diplomu željenog zanimanja. Ipak, odluči postati "najbolji učitelj na svijetu".
Pronalazi posao u nekoj "sumnjivoj" privatnoj školi. Tamo, na njegovo sveopće iznenađenje, umjesto zgodnih djevojaka koje je očekivao, nailazi na buntovne, primitivne mladiće i cinične, muškobanjaste djevojke. Također, njegov razred ima dugu povijest u gradu i već je nekoliko učitelja nagnao na samoubojstvo. Ipak, Onizuka prihvaća izazov te malo po malo dopire do hermetičnih učenika te polako stječe njihovo povjerenje i naklonost.

## Glumci
- Wataru Takagi - Eikichi Onizuka
- Fumiko Orikasa - Azusa Fuyutsuki
- Junko Noda - Miyabi Aizawa
- Tomokazu Seki - Kunio Murai
- Megumi Ogata - Julia Murai
- Kotono Mitsuishi - Urumi Kanzaki
- Sumi Shimamoto - Chizuru Ohta
- Toru Furuya - Suguru Teshigawara

## Kritike
| „          | Nijedan drugi anime, izuzev možda "Okolnosti njega i nje", ne balansira dramu i komediju toliko dobro kao "GTO". Zna točno kada treba biti smiješan i kada treba biti ozbiljan. Veliki doprinos njegovom uspjehu proizlazi od odličnog izbora likova. Tu ima toliko puno likova i toliko puno razvoja likova, no ipak se nitko ne izdvaja toliko koliko Onizuka. On je doista jedan od najvećih kreacija ikada. Slično kao Oe Kintaro iz animea "Golden Boy", i Onizuka se isprva doima kao glup, perverzni momak, ali toliko puno više se krije u njemu nego što se čini. | ” |
| — Keitaro, | |   |

| „        | Zanimljivo, trenuci koji nasmijavaju na glas nemaju najveći učinak na gledatelje, jer "GTO" ima svoj udio u duboko emocionalnoj drami a svaki lik ima svoju detaljnu priču koja objašnjava njihove postupke i osobnost. | ” |
| — Scoot, | |   |

| „               | Ne postoji nijedan drugi anime za koji znam u kojem je cijeli jedan ensemble sporednih likova (nabrojao sam barem deset) prošao kroz toliko razvoja u jednoj seriji...Da zaključim, ovaj anime je potpuno jedinstven i jedno nevjerojatno anime "iskustvo" samo po sebi. | ” |
| — Isaac Cynova, | |   |

## Vanjske poveznice
- Veliki učitelj Onizuka u internetskoj bazi filmova IMDb-a
- Veliki učitelj Onizuka na Anime News Network Encyclopedia
- Veliki učitelj Onizuka na AnimeNfo